# Whitemantle Range
Whitemantle Range är ett berg i Kanada.   Det ligger i provinsen British Columbia, i den sydvästra delen av landet, 3 700 km väster om huvudstaden Ottawa. Toppen på Whitemantle Range är 2 985 meter över havet.
Terrängen runt Whitemantle Range är huvudsakligen bergig, men åt nordväst är den kuperad. Whitemantle Range är den högsta punkten i trakten. Trakten runt Whitemantle Range är nära nog obefolkad, med mindre än två invånare per kvadratkilometer.. Det finns inga samhällen i närheten. 
Trakten runt Whitemantle Range är permanent täckt av is och snö.